# Need for Speed: Carbon
Need for Speed: Carbon je računarska igra iz Electronic Arts-a koja pripada serijalu Need for Speed, jednom od najpopularnijih serijala kad je reč o vožnji.